# Knight Dunlap
Knight Dunlap, född 1875, död 1949, var en amerikansk psykolog.
Dunlap blev filosofie doktor 1903, var assistent och lärare i psykologi vid Berkeley 1902-1906, och professor i psykologi där 1916. Han verkade senare vid Johns Hopkins University i Baltimore. 1919 inledde han den senare av Kantor och Kuo fullföljda oppositionen mot de nya instinktsläran och framhöll mot den att mänskligt uppförande är så komplext, att begreppet om en ren eller fristående instinkt blir så gott som värdelöst i förklaringssyfte. Själv företrädde han reaktionspsykologins (respone psychology) allmänna linje. Bland hans skrifter märks Mysticism, Freudianism and scientific psychologi (1920), samt Social psychology (1925).